# Scilla verdickii
Scilla verdickii är en sparrisväxtart som beskrevs av De Wild. Scilla verdickii ingår i släktet blåstjärnesläktet, och familjen sparrisväxter. Inga underarter finns listade i Catalogue of Life.